# Alianza Patriótica (Sudáfrica)
La Alianza Patriótica (en inglés: Patriotic Alliance, PA) es un partido político de derecha sudafricano, formado en noviembre de 2013 por, entre otros, los empresarios y criminales condenados Gayton McKenzie y Kenny Kunene. Desde 2024, forma parte del actual gobierno sudafricano de unidad nacional junto con el Congreso Nacional Africano (ANC), la Alianza Democrática y otros partidos.

## Historia
El partido en su lanzamiento declaró que tenía la intención de competir en las elecciones nacionales y provinciales de 2014 en Sudáfrica, con un enfoque particular en la provincia del Cabo Occidental, aunque también intentaría tener una presencia particular en el Estado Libre, Gauteng, el Cabo Septentrional y el Noroeste. El 12 de marzo de 2013, el partido pagó las tarifas de depósito a la Comisión Electoral Independiente para competir a nivel nacional y en cuatro provincias el 7 de mayo de 2014.  El partido se ha descrito a sí mismo como una alternativa creíble tanto a la Alianza Democrática (DA), que es el partido gobernante en el Cabo Occidental, como al Congreso Nacional Africano, que gobierna el resto del país. Estos partidos, a su vez, han descartado a la AP como una amenaza creíble y han dicho que, en su opinión, el partido desaparecería del panorama político y no haría una "contribución significativa al discurso político", lo que había demostrado ser el caso de los "partidos más pequeños" en el pasado de Sudáfrica.
El partido no logró ganar ningún escaño en sus primeras elecciones nacionales y provinciales en 2014, obteniendo solo el 0,07% de los votos nacionales, con su mejor número de votos del 0,4% en el Cabo Occidental. El partido esperaba forzar una coalición en el Cabo Occidental, pero el apoyo al partido de hecho creció después de las elecciones.
La AP obtuvo sus primeros representantes electos en las elecciones municipales de 2016. Aunque el partido solo recibió el 0,06% de los votos nacionales, obtuvo escaños en los municipios metropolitanos de Ciudad del Cabo, Nelson Mandela Bay, Johannesburgo y Ekurhuleni, ayudado en parte por el bajo umbral de representación en estos consejos. También recogió un escaño en el Municipio Local de Tokologo con un fuerte 10% de los votos.
El partido hizo un gran avance en las elecciones municipales de 2021, con grandes ganancias en el Cabo Occidental y algunos barrios en Gauteng. Actualmente tiene 85 escaños de Consejo en todo el país.
La PA ganó nueve escaños en la Asamblea Nacional de Sudáfrica con el 2,06% de los votos en las elecciones generales de 2024.
En junio de 2024, la Alianza Patriótica acordó unirse al Gobierno de Unidad Nacional (GNU) dirigido por la ANC. El líder de la AP, Gayton McKenzie, fue nombrado ministro de Deportes, Artes y Cultura en el nuevo Gabinete.